# NGC 430
NGC 430 (другие обозначения — UGC 765, MCG 0-4-39, ZWG 385.29, PGC 4376) — эллиптическая галактика (E2) в созвездии Кит. Открыта Уильямом Гершелем в 1785 году. Описывается Дрейером как «тусклый, очень маленький объект круглой формы; в середине яркость неожиданно больше, как у звезды».
Этот объект входит в число перечисленных в оригинальной редакции «Нового общего каталога».
NGC 430 входит в группу из 5 галактик под названием NGC 429, где последняя является самой большой галактикой в этой группе. Помимо NGC 429, в группу входят NGC 426, NGC 442 и IC 1639.
Удаление галактики от Солнца оценивается по красному смещению спектра в 74.7 Мпк.
Галактика NGC 430 входит в состав группы галактик NGC 429. Помимо NGC 430 в группу также входят NGC 429, NGC 426, NGC 442 и IC 1639.